# Osvald Tuz
Osvald Tuz (najvjerojatnije u Sv. Ladislavu u današnjoj Mađarskoj, oko 1438. – Čazma, 16. travnja 1499.), hrvatski biskup.
Zagrebačkim biskupom imenovan je od pape na prijedlog kralja Matijaša Korvina 17. travnja 1466. Ranije je bio klerik Vesprimske biskupije i plemić-svjetovnjak vješt u pravnim znanostima i javnim poslovima. Obnovu Zagrebačke biskupije nakon rasula započeo je obnovom među svećenstvom, pa je sazvao diecezansku sinodu 1467. godine. 
Za njegovog je biskupovanja utvrđen Kaptol 1475. godine zbog obrane od Osmanlija. Godine 1476. je dopustio kanonicima da nasele svjetovnjake na svojim rasparceliranim vrtovima Opatovine zbog potrebe za radnicima kod podizanja zidina i vojnicima u slučaju obrane od Osmanlija. 
Nakon dužeg vremena, u kojem se na nedovršenoj zagrebačkoj katedrali nije ništa radilo, biskup Osvald je nastavio s njezinom gradnjom, a on je zapravo dovršitelj gradnje stolne crkve zagrebačke. Bio je veoma naobražen i ljubitelj knjige, a imao je veliki ugled i utjecaj na dvoru kralja Matijaša Korvina. Bio je zagrebački biskup 33 godine manje jedan dan. Samo je Maksimilijan Vrhovac (1787. – 1827.) biskupovao duže od njega - 41 godinu.